# San José (Choluteca)
San José (uit het Spaans: Sint-Jozef) is een gemeente (gemeentecode 0614) in het departement Choluteca in Honduras.

## Bevolking
De bevolking is als volgt verdeeld:
| Vrouwen | 2179 | 48% |
| Mannen  | 2364 | 52% |

## Dorpen
De gemeente bestaat uit zes dorpen (aldea), waarvan het grootste qua inwoneraantal: San José (code 061401).